# Lazany
Lazany jsou obec na Slovensku, v okrese Prievidza v Trenčínském kraji.
První písemná zmínka o obci je z roku 1430. V obci je římskokatolický kostel Panny Marie Sněžné z roku 1875.
Žije zde přibližně 1 700 obyvatel.